# Epilampra conspersa
Epilampra conspersa är en kackerlacksart som beskrevs av Hermann Burmeister 1838. Epilampra conspersa ingår i släktet Epilampra och familjen jättekackerlackor. Inga underarter finns listade i Catalogue of Life.